# Calltrade Carrier Services
Die Calltrade Carrier Services AG mit Sitz in Altendorf SZ ist ein international tätiges Schweizer Telekommunikationsunternehmen. Calltrade bietet Carriers und Herausgeber von Telefonkarten Voice Services über die eigenen PoPs in alle Destinationen der Welt an. Das Unternehmen befindet sich vollständig im Besitz von Schweizer Investoren und erwirtschaftete 2006 mit 23 Mitarbeitern einen Umsatz von 402 Millionen Schweizer Franken.

## Geschichte
Das Unternehmen wurde 1995 als Callcom AG gegründet und 1997 durch RSL COM Europe Ltd., ein international tätiges Telekommunikationsunternehmen, mehrheitlich übernommen. Die 1998 zunächst in RSL COM Schweiz AG umbenannte Firma expandierte im Schweizer Telekommunikationsmarkt mit Telekom-Dienstleistungen sowohl für den Intercarrier-Markt wie auch für den Retail-Markt.
Im Jahr 2000 beschloss das Unternehmen, sich ausschliesslich auf den Intercarrier-Markt zu konzentrieren, was auf Anfang 2001 umgesetzt wurde. Nachdem der britisch-amerikanische RSL-COM-Konzern im März 2001 Insolvenz angemeldet hatte, wurde RSL COM Schweiz AG im Mai 2001 von einer Schweizer Investorengruppe übernommen und in Calltrade Carrier Services AG umbenannt.